# Tischtennisweltmeisterschaft 1930
Die 4. Tischtennisweltmeisterschaft fand vom 21. bis 26. Januar 1930 in Berlin (Deutschland) statt. Es war gleichzeitig die erste Tischtennis-Weltmeisterschaft in Deutschland. Besonders eingesetzt hatte sich hierfür der DTTB-Präsident Georg Lehmann.
Ausgetragen wurden die Spiele tagsüber im Warenhaus A. Wertheim und abends im Großen Saal des Brüder-Vereins-Hauses in der Kurfürstenstrasse. Jugoslawien nahm diesmal nicht teil, dafür trat aber wieder Britisch-Indien an. Somit waren wieder 10 Herrenmannschaften vertreten.
Ungarn gewann fast alle Mannschaftskämpfe mit 5:0, nur gegen Deutschland verlor man ein Einzel: Nikita Madjaroglou, ein gebürtiger Grieche, gewann gegen den Ungarn Miklós Szabados.
In Abwesenheit des Titelverteidigers Fred Perry (GB) wurde im Einzel der legendäre Victor Barna erstmals Weltmeister. Bei den Damen gewann Mária Mednyánszky (Ungarn) zum 4. Mal in Folge die Weltmeisterschaft.

## Abschneiden der Deutschen
Die deutsche Mannschaft gewann gegen Indien 5:4, Litauen 5:1 und Wales 5:0, das reichte zum 7. Platz. Im Mixed kam Ingeborg Carnatz zusammen mit Sándor Glancz auf Rang 3.
Lilli Maria Peiser, die später als Schauspielerin Lilli Palmer bekannt wurde, verlor im Achtelfinale des Einzelwettbewerbs gegen die spätere Weltmeisterin Mária Mednyánszky.
Bei den Herren unterlag Misha Zabludowski dem Engländer Proffit, Werner Deutelmoser siegte gegen T.Williams (Wales), Brainos gegen Todd (England), Nikita Madjaroglou gegen Hookins, Herbert Caro gegen Henry Wilbert (Schweden) und Hans-Georg Lindenstaedt gegen Pirzada (Indien). Bis auf Madjaroglou und Caro schieden alle in der zweiten Runde, letztgenannte in Runde drei aus.

## ITTF-Kongress
Parallel zu den Spielen fand der Kongress des Weltverbandes ITTF statt. Dieser nahm die Vereinigten Staaten und Irland in den ITTF auf.

## Ergebnisse
Folgende Deutsche nahmen nur an den Individualwettbewerben teil:
- Herren: Brainos (Berlin), Werner Deutelmoser, Kurt Entholt, Herbert Ladda (Kiel), H.Landsberg (Berlin), E.Mayer (Berlin), Riess, Siman (Berlin), H.Sperber (Berlin), I.Stein (Frankfurt), Misha Zabludowski (Berlin)
- Damen: Ingeborg Carnatz, Deutelmoser, Foguth (Berlin), G.Gonschorek (Eislaufverein Breslau), J.Henschel (Berlin), Herz, Astrid Krebsbach, Kuhlmann (Berlin), G.Kurz (Berlin), L.Lesta (Berlin), Lilli Maria Peiser, Mona Rüster, C.Seifert (Berlin), Erika Stettiner (Berlin)

| Wettbewerb        | Rang | Sieger |
| ----------------- | ---- | --- |
| Mannschaft Herren | 1.   | Ungarn (Victor Barna, László Bellák, Lajos Dávid, István Kelen, Miklós Szabados, Zoltán Mechlovits)         |
| Mannschaft Herren | 2.   | Schweden (Folke Pettersson, Valter Kolmodin, Henry Wilbert, Carl-Eric Bulow, Hille Nilsson)                 |
| Mannschaft Herren | 3.   | Tschechoslowakei (Mikuláš Fried, Bohumil Hájek, Zdeněk Heydušek, Bedřich „Fritz“ Nikodém, Antonín Maleček)  |
| Mannschaft Herren | 4.   | Österreich (Manfred Feher, Paul Flußmann, Erwin Kohn, Alfred Liebster, Robert Thum)                         |
| Mannschaft Herren | 7.   | Deutschland (Nikita Madjaroglou, Herbert Caro, Hans-Georg Lindenstaedt, Heinz Nickelsburg, Cassius Weynand) |
| Mannschaft Damen  |      | entfällt |
| Herren Einzel     | 1.   | Victor Barna – HUN                                                                                          |
| Herren Einzel     | 2.   | László Bellák – HUN                                                                                         |
| Herren Einzel     | 3.   | István Kelen – HUN                                                                                          |
| Herren Einzel     | 3.   | Lajos Dávid – HUN                                                                                           |
| Damen Einzel      | 1.   | Mária Mednyánszky – HUN                                                                                     |
| Damen Einzel      | 2.   | Anna Sipos – HUN                                                                                            |
| Damen Einzel      | 3.   | Josefine Kolbe – AUT                                                                                        |
| Damen Einzel      | 3.   | Gertrude Wildam – AUT                                                                                       |
| Herren Doppel     | 1.   | Victor Barna/Miklós Szabados – HUN                                                                          |
| Herren Doppel     | 2.   | Alfred Liebster/Robert Thum – AUT                                                                           |
| Herren Doppel     | 3.   | László Bellák/Sándor Glancz – HUN                                                                           |
| Herren Doppel     | 3.   | Hille Nilsson/Valter Kolmodin – SWE                                                                         |
| Damen Doppel      | 1.   | Mária Mednyánszky/Anna Sipos – HUN                                                                          |
| Damen Doppel      | 2.   | Magda Gál/Márta Komáromi – HUN                                                                              |
| Damen Doppel      | 3.   | Josefine Kolbe/Etta Neumann – AUT                                                                           |
| Damen Doppel      | 3.   | Helly Reitzer/Gertrude Wildam – AUT                                                                         |
| Mixed             | 1.   | Miklós Szabados/Mária Mednyánszky – HUN                                                                     |
| Mixed             | 2.   | István Kelen/Anna Sipos – HUN                                                                               |
| Mixed             | 3.   | Victor Barna/Magda Gál – HUN                                                                                |
| Mixed             | 3.   | Sándor Glancz/Ingeborg Carnatz – HUN/GER                                                                    |

## Medaillenspiegel
| Rang  | Land             | Gold | Silber | Bronze | Gesamt |
| ----- | ---------------- | ---- | ------ | ------ | ------ |
| 1     | Ungarn           | 6    | 4      | 4,5    | 14,5   |
| 2     | Österreich       | 0    | 1      | 4      | 5      |
| 3     | Schweden         | 0    | 1      | 1      | 2      |
| 4     | Tschechoslowakei | 0    | 0      | 1      | 1      |
| 5     | Deutsches Reich  | 0    | 0      | 0,5    | 0,5    |
| Total | Total            | 6    | 6      | 11     | 23     |